# NGC 7648
NGC 7648 је лентикуларна галаксија у сазвежђу Пегаз која се налази на NGC листи објеката дубоког неба.
Деклинација објекта је + 9° 40' 6" а ректасцензија 23h 23m 54,2s. Привидна величина (магнитуда) објекта NGC 7648 износи 12,8 а фотографска магнитуда 13,8. NGC 7648 је још познат и под ознакама IC 1486, UGC 12575, MCG 1-59-72, IRAS 23213+0923, CGCG 406-96, MK 531, PGC 71321.